# Elecciones municipales de 2019 en San Fernando de Henares
Las elecciones municipales de 2019 fueron celebradas en San Fernando de Henares el domingo 26 de mayo, de acuerdo con el Real Decreto de convocatoria de elecciones locales en España dispuesto el 1 de abril de 2019 y publicado en el Boletín Oficial del Estado el día 2 de abril. Resultaron elegidos  los 21 concejales del pleno del Ayuntamiento de San Fernando de Henares, a través de un sistema proporcional (método d'Hondt), con listas cerradas y un umbral electoral del 5 %.

## Resultados
Tras los comicios, el PSOE resultó ser el vencedor con 6 concejales, uno más que en la anterior legislatura, Ciudadanos consiguió entrar al hemiciclo por primera vez con cinco ediles, y el PP resultó la tercera fuerza al perder tres de sus actas, obteniendo 3. Izquierda Unida pasó a ser sexta fuerza tras perder tres concejales y situarse con 1, mientras Más Madrid consiguió entrar por primera vez al hemiciclo con 2 ediles. El partido de ultraderecha España 2000 se situó como quinta fuerza manteniendo su acta, mientras Actúa, Podemos y Vox consiguieron entrar en el hemiciclo con 1 concejal cada uno.
| Candidatura     | Candidatura                              | Cabeza de lista                   | Votos  | %                                       | Concejales                              |
| --------------- | ---------------------------------------- | --------------------------------- | ------ | --------------------------------------- | --------------------------------------- |
|                 | Partido Socialista Obrero Español (PSOE) | Francisco Javier Corpa Rubio      | 5268   | 26,41                                   | 6                                       |
|                 | Ciudadanos-Partido de la Ciudadanía (Cs) | Alberto Hontecillas Villar        | 3949   | 19,80                                   | 5                                       |
|                 | Partido Popular (PP)                     | Alejandra Serrano Fernández       | 2527   | 12,67                                   | 3                                       |
|                 | Más Madrid                               | Catalina Rodríguez Morcillo       | 2098   | 10,52                                   | 2                                       |
|                 | España 2000                              | Sandro Algaba Gutiérrez           | 1333   | 6,68                                    | 1                                       |
|                 | Izquierda Unida-Madrid en Pie (IU-MeP)   | Sofía Díaz Álvarez                | 1292   | 6,48                                    | 1                                       |
|                 | Actúa-Gira Madrid-Los Verdes (PACT-GMLV) | Aránzazu Azmara Rodríguez Calleja | 1249   | 6,26                                    | 1                                       |
|                 | Podemos (Podemos)                        | José Luis Sánchez Martínez        | 1060   | 5,31                                    | 1                                       |
|                 | Vox                                      | Jesús Fernández Serrano           | 1027   | 5,15                                    | 1                                       |
| El Centro       | El Centro                                | Braulio Simón Lucena              | 23     | 0,12                                    | 0                                       |
| Votos en blanco | Votos en blanco                          | Votos en blanco                   | 122    | 0,61                                    | n/a                                     |
| Votos válidos   | Votos válidos                            | Votos válidos                     | 19.826 | 100,00                                  | 21                                      |
| Votos nulos     | Votos nulos                              | Votos nulos                       | 145    | Participación: · \| \| 69,50 % \| 0,16% | Participación: · \| \| 69,50 % \| 0,16% |
| Votantes        | Votantes                                 | Votantes                          | 20.093 | Participación: · \| \| 69,50 % \| 0,16% | Participación: · \| \| 69,50 % \| 0,16% |
| Electores       | Electores                                | Electores                         | 28.910 | Participación: · \| \| 69,50 % \| 0,16% | Participación: · \| \| 69,50 % \| 0,16% |
|                 | 69,50 %                                  |                                   |        |                                         |                                         |

## Concejales electos
| N.º | Nombre                            | Lista | Lista       |
| --- | --------------------------------- | ----- | ----------- |
| 1   | Francisco Javier Corpa Rubio      |       | PSOE        |
| 2   | Alberto Hontecillas Villar        |       | Cs          |
| 3   | Leticia Martín García             |       | PSOE        |
| 4   | Alejandra Serrano Fernández       |       | PP          |
| 5   | Catalina Rodríguez Morcillo       |       | Más Madrid  |
| 6   | Roberto Baldanta Tello            |       | Cs          |
| 7   | Francisco José Lombardó García    |       | PSOE        |
| 8   | Sandro Algaba Gutiérrez           |       | España 2000 |
| 9   | María Guadalupe Piñas García      |       | PSOE        |
| 10  | Lorena Galindo Fiallegas          |       | Cs          |
| 11  | Sofía Díaz Álvarez                |       | IU-MeP      |
| 12  | Miguel Ángel García Capa          |       | PP          |
| 13  | Aránzazu Azmara Rodríguez Calleja |       | PACT-GMLV   |
| 14  | José Luis Sánchez Martínez        |       | Podemos     |
| 15  | José García Bejarano              |       | PSOE        |
| 16  | Joaquín Calzada Salmerón          |       | Más Madrid  |
| 17  | Jesús Fernández Serrano           |       | Vox         |
| 18  | Lourdes de Jesús Peraza Casajús   |       | Cs          |
| 19  | Cristina Cepeda Serna             |       | PSOE        |
| 20  | María Isabel García Soriano       |       | PP          |
| 21  | David Moreno López                |       | Cs          |